# 秩序党
秩序党 (ちつじょとう、英:Rue de poitiers comittee, 仏:Comité de la rue de Poitiers) は、フランス第二共和政下のフランス議会において、君主主義者と保守派によって結成された政党である 。
オルレアニスト、レジティミスト、およびアメリカ型の政府を志向する共和主義者の一部によって構成されていた。

## 解説
1848年の選挙の結果、秩序党は900議席のうち250議席を占め、穏健共和党に次ぐ第2政党となった。傑出したメンバーとしてアドルフ・ティエール、フランソワ・ピエール・ギヨーム・ギゾー、アレクシ・ド・トクヴィルがいた。
1849年の選挙では圧倒的多数の議席を獲得し、大統領のルイ・ナポレオンと対立するようになった。
秩序党は1849年の選挙ではフランス北部から幅広い支持を得た。特にフィニステール県、コート=ダルモール県、マンシュ県、カルヴァドス県、ウール県、ソンム県、エーヌ県、ドゥー=セーヴル県、ヴィエンヌ県、ヴォクリューズ県、オート=ガロンヌ県の選挙区から当選したのは、ほぼ全てが秩序党の党員だった。一方フランス東部での支持は低かった。
ルイ・ナポレオンによる1851年12月2日のクーデターで秩序党は解散させられ、党員は追放された。